# Tațîne
Tațîne (în ucraineană Тацине) este o așezare de tip urban din orașul regional Rovenkî, regiunea Luhansk, Ucraina. În afara localității principale, nu cuprinde și alte sate.

## Demografie
Componența lingvistică a așezării de tip urban Tațîne
     Rusă (91,83%)
     Ucraineană (8,17%)
Conform recensământului din 2001, majoritatea populației așezării de tip urban Tațîne era vorbitoare de rusă (91,83%), existând în minoritate și vorbitori de ucraineană (8,17%).